# Michel-Marie Zanotti-Sorkine

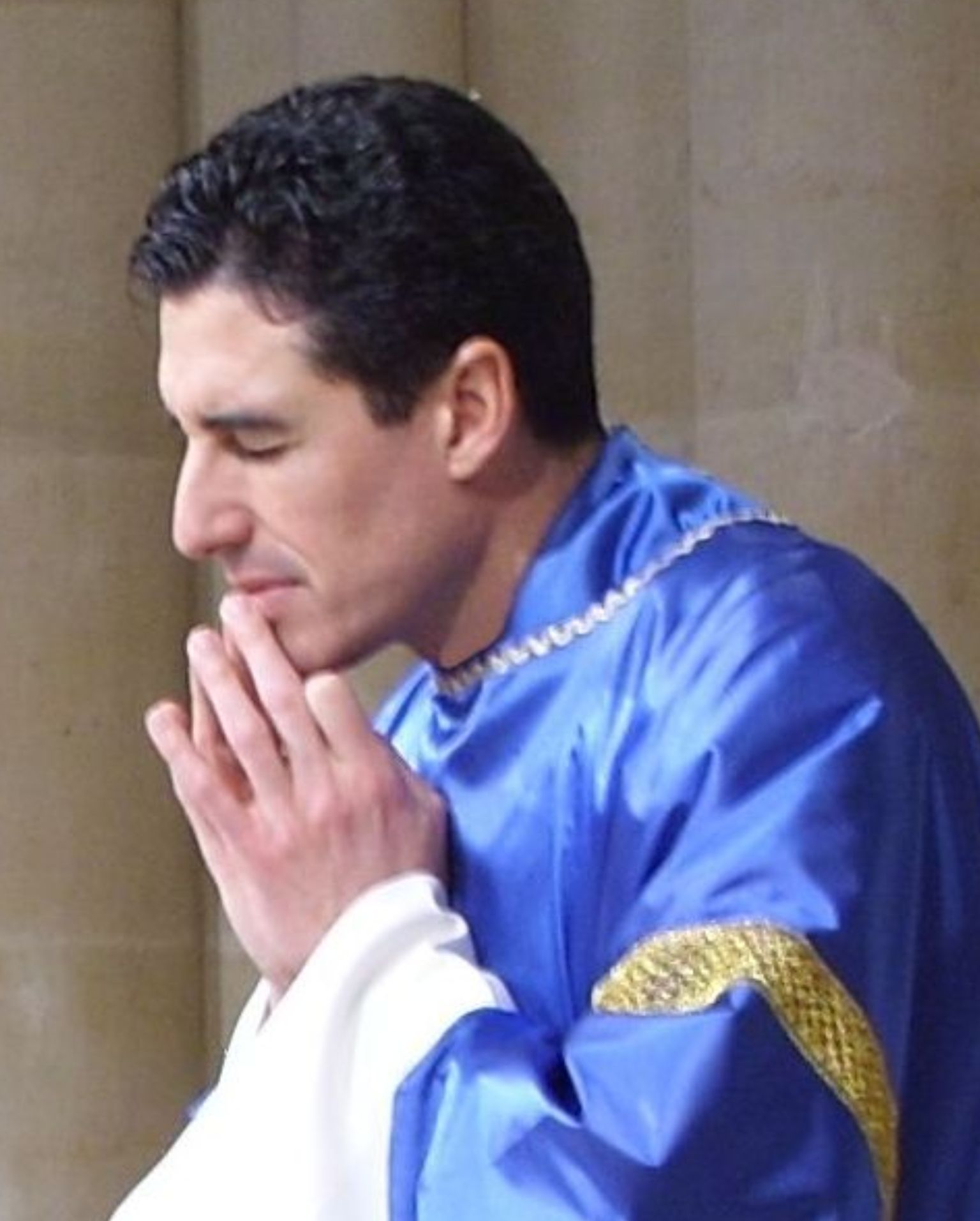
Michel-Marie Zanotti-Sorkine

Michel-Marie Zanotti-Sorkine (Nice, 8 januari 1959) is een Frans priester, auteur en zanger-componist.
In zijn jeugdjaren trok Zanotti-Sorkine naar Parijs om er als muzikant te werken in cabarets. Zijn roeping was echter te sterk en hij trad in bij de dominicanen en later bij de franciscanen, maar ook daar voelde hij zich niet volledig op zijn plaats. In 1999, op zijn 40ste, wijdde de aartsbisschop van Marseille kardinaal Panafieu hem tot priester. Sinds 2014 woont en werkt hij in het mariaal bedevaartsoord van Notre Dame du Laus (halfweg tussen Grenoble en Marseille).
Zanotti-Sorkine schrijft ook boeken over spiritualiteit en heeft een eigen website. Zijn apostolaat kent veel succes.

## Oeuvre
- De l'amour en éclats, Ad Solem, 2003, 135 p. (ISBN 9782884820202)
- De sa part, Douze lettres de saint Dominique écrites post gloriam, Ad Solem, 2005, 123 p. (ISBN 9782884820431)
- À l'âge de la Lumière, Dialogue avec la pensée des hommes, in samenwerking met Père Marie-Dominique Philippe, Ad Solem, 2006 (ISBN 9782884820561)
- La passion de l'amour, Ad Solem, 2008, 79 p. (ISBN 9782940402212)
- Cette nuit, l'éternité, éditions de L'Œuvre, 2009, 157 p. (ISBN 9782356310507)
- Au diable la tiédeur, Robert Laffont, 2012, 101 p. (ISBN 9782221133903) In pocket-formaat : Au diable la tiédeur, Pocket, 2014, 168 p. (ISBN 9782266243131)
- Marie, mon secret, conversation avec la Vierge, Liamar International Publishing Group, 2012, 173 p. (ISBN 9782363550064) In pocket-formaat : Marie, mon secret, conversation avec la Vierge, Éditions Artège, 2015 (ISBN 9782360405978)
- Croire, Questions éternelles, réponses actuelles, Éditions Artège, 2012
- Homme et prêtre, tourments, lumières, confidences, Ad Solem, 2013, 464 p. (ISBN 9791090819207) In pocket-formaat: Homme et prêtre, tourments, lumières, confidences, Pocket, 2014, 456 p. (ISBN 9782266242295)
- Le Passeur de Dieu, Robert Laffont, 2013, 165 p. (ISBN 9782221140949) In groot lettertype: Le Passeur de Dieu, éditions de La Loupe, 2014, 330 p. (ISBN 9782848685427)
- L'amour: une affaire sacrée, une sacrée affaire, éditions du Rocher, 2014, 121 p. (ISBN 9782268076218)
- Lettre ouverte à l'Église, Robert Laffont, 2015 (ISBN 9782221190302)
- Quand je ne serai plus là, Robert Laffont, 2015 (ISBN 9782221188972)